# Troubahouache
Troubahouache, Trouba-houache/Trubahurasch oder Monscha/Monka, war ein kleines Gewichtsmaß auf der Insel Madagaskar. Das Maß war ein Getreidemaß im Reishandel, insbesondere für geschälten Reis. Für ungeschälten Reis verwendete man das Maß Voule. 
- 1 Troubahouache = 2 Bamboo = 12 Voules = 3049 Gramm